# حسين غوجيك
حسين غوجيك (بالتركية: Hüseyin Göçek)‏ (مواليد 30 نوفمبر 1976) حكم كرة قدم تركي.

## روابط خارجية
- حسين غوجيك على موقع عالم كرة القدم.نت (الإنجليزية)